# Gérard Jaffrès
Gérard Jaffrès (n. 1956, Saint-Pol-de-Léon, Finisterre) es un cantautor francés nacido en Bretaña y residente en Bélgica desde 1973. 

Su música, mezcla de rock céltico (fuertemente arraigado en el folklore de Bretaña) y canción de autor, habla de su tierra nativa, de sus paisajes y sus leyendas. Canta principalmente en francés, aunque en sus textos intercala a menudo palabras y estrofas en bretón. 

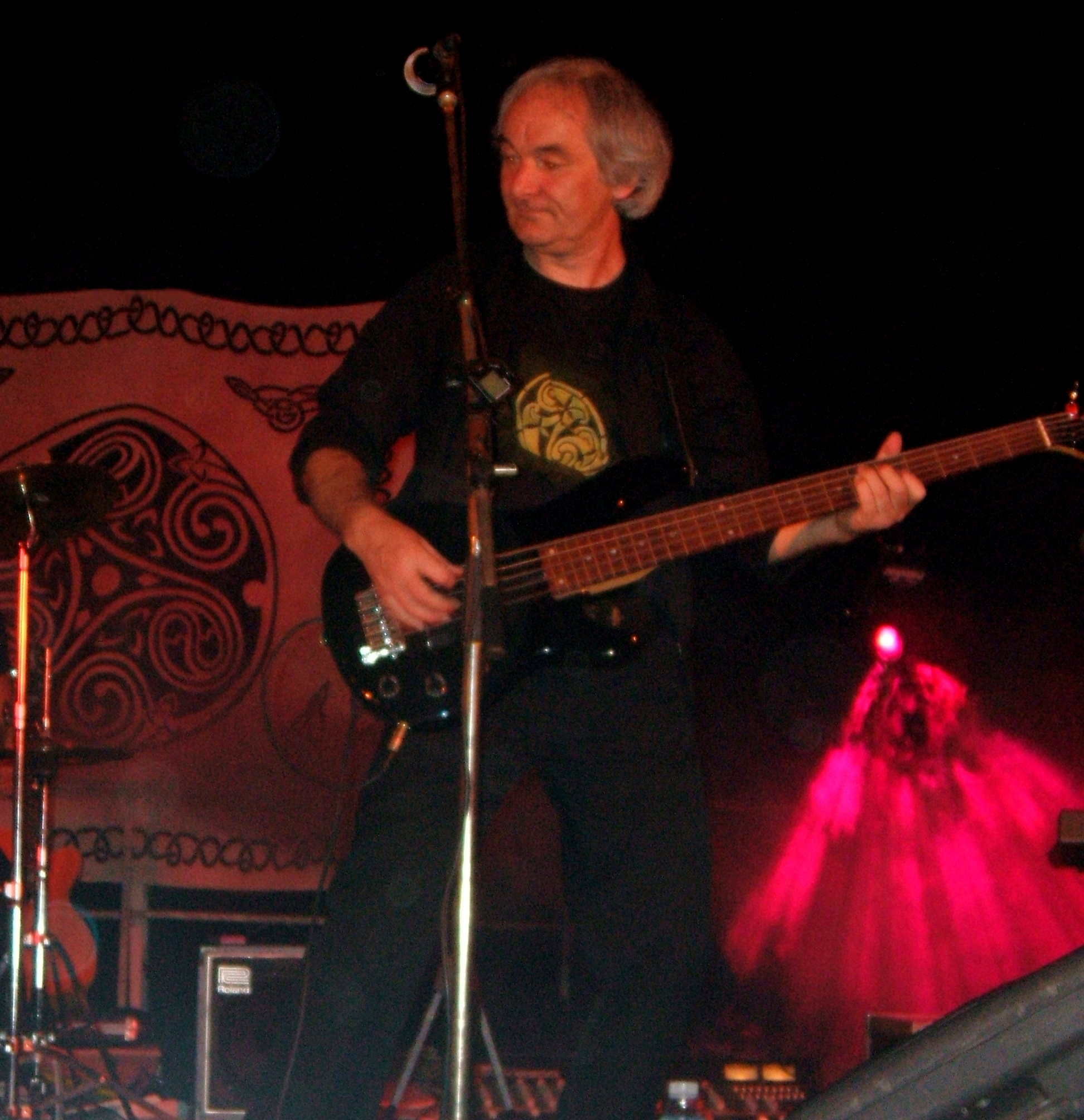
Gerard Jaffres en concierto (Bretaña)

## Discografía
- Capitaine de galère (1991)
- Les soldats de pierre (1993)
- Kérichen 72 (1995)
- Les années baluches (1997)
- Au creux de ma terre (1999)
- Le fou de Bassan (2001)
- Viens dans ma maison (2003)
- Chansons bretonnes et celtiques (2003)
- Le beau voyage (2005)
- Mon pays t'attend (2007)
- Nos premières années (2008)
- Gérard Jaffrès en public (2010)
- Mystérieuses landes (2012)
- Je sais d'où je viens (2016)
- 2020 (2020)

## Enlaces extemos
- Página web oficial de Gérard Jaffrès
- Sitio web
- Wikilingue (enlace roto disponible en Internet Archive; véase el historial, la primera versión y la última). (es)

- Wikimedia Commons alberga una categoría multimedia sobre Gérard Jaffrès.

- Datos: Q1390669
- Multimedia: Gérard Jaffrès / Q1390669